# Slikovna pasica
Slikovne pasice (bannerji) so trenutno najbolj razširjena oblika oglaševanja na internetu. Gre za zelo privlačne oglase v obliki statične slike ali animacije, čigar namen je spodbuditi zanimanje obiskovalcev in služijo kot povezava do vaše spletne strani. Slikovno pasico bi lahko razumeli tudi kot oglaševalski prostor, ki je sestavni del spletne strani, v katerem lahko oglaševalec objavlja katerokoli dovoljeno vsebino. Pri dimenziji pasic se lahko odločate med standardno (120 x 60 160 x 60, 180 x 150, 400 x 240, 250 x 250, 336 x 280, 468 x 60) ali po meri, vse odvisno od tega, koliko prostora imate za oglaševanje.
Izbira promocijske metode
“Click-thrue” metodo vam priporočamo takrat, ko svoje blagovne znamko ne želite promovirati, vendar na najbolj neposreden način hočete določen izdelek oz. storitev postaviti v ospredje. Take vrste pasic morajo biti zanimive, da bi lahko pritegnile pozornost in hkrati prepričale potencialne stranke naj kliknejo na vaš oglas.
Ker se "Branding" uporablja za razvoj blagovne znamke podjetja, se običajno vodi vzporedno s kampanjo v drugih medijih. Te akcije lahko vodijo podjetja, ki so javnosti že znana, ali podjetja, ki s svojim imenom šele prodirajo na trg. Cilj te kampanje ni prisiliti obiskovalca naj klikne na oglas, temveč da si skozi nenehno pojavljanje slike v spomin natisne ime podjetja oz. izdelka.